# شهرستان هبرشام (جورجیا)
شهرستان هبرشام، جورجیا (به انگلیسی: Habersham County, Georgia) یک سکونتگاه مسکونی در ایالات متحده آمریکا است که در جورجیا واقع شده‌است.